# Dysphania numenia
Dysphania numenia là một loài bướm đêm trong họ Geometridae.